# Flint le détective
Flint le détective (時空探偵ゲンシクン, Jikū Tantei Genshi-kun) est un anime en 39 épisodes produit par Hiroshi Fukutomi et diffusé de 1998 à 1999 au Japon.
Basé sur le manga de Hideki Sonoda (ja) et Akira Yamanaka (ja) publié par Kōdansha, les éditeurs américains, Enoki Films et Sanrio, le diffusent sous le titre Flint the Time Detective.

## Synopsis
La série est basée sur un petit garçon de l'ère jurassique, Flint, réanimé à partir de son fossile. Semblable à l'inspecteur Gadget, le plus gros du travail est accompli par Sarah et Tony, amis du personnage principal qui l'accompagnent dans ses aventures. Flint doit de sauver le temps des griffes de Petrifina et de ses acolytes, Dino et Mite. Il est aidé dans son combat par son père qui n'a malheureusement pas été correctement réanimé et est resté sous la forme d'un gros marteau en pierre.

## Fiche technique
- Titre original : Jikū Tantei Genshi-kun, 時空探偵ゲンシクン
- Titre international anglais : Flint the Time Detective
- Titre français : Flint le détective

## Distribution

### Voix japonaises
- Yukiji : Flint / Genshi-Kun
- Nana Mizuki : Sarah / Soya
- Chiaki Morita : Tony / Tokio
- Chinami Nishimura : Puu-chan
- Katsumi Suzuki : Time-G
- Kappei Yamaguchi : Kyoichiro Narugami
- Toshiyuki Morikawa : l'homme masqué

### Voix anglaises
- R. Martin Klein : Flint
- Tifanie Christun : Sarah
- Brian Donovan : Tony
- Richard Cansino : Prof. Goodman
- Mona Marshall : Getalong
- Bob Papenbrook : Rocky
- Greg Berg : Pterry
- Dave Mallow : Merlock Holmes / Coconaut
- Melissa Fahn : Bindi
- Mari Devon : Jillian Gray
- Barbara Goodson : Petrafina
- Kim Strauss : le vieil homme
- Tom Wyner : l'homme masqué

### Voix françaises
- Natacha Gerritsen : Flint
- Edwige Lemoine : Sarah / Jillian
- Hervé Rey : Tony / Merlock Holmes
- Damien Boisseau : le prof. Goodman
- Thierry Mercier : Rocky / l'homme masqué
- Bernard Soufflet : Pterry, le dragon rouge
- Hélène Chanson : Petrafina / Mademoiselle Je sais tout
- Maurice Sarfati : le vieil homme

## Épisodes
Seuls 39 épisodes sur 43 ont été adaptés en français.
Au Japon, la série a été diffusée de 1998 à 1999. En France, elle a été diffusée sur les chaines Fox Kids en 2001, TF1 en 2002 et Jetix en 2005.
1. L'Homme des cavernes
2. Gauche droite
3. Eldora
4. Talene
5. Mosbi
6. Coconut
7. Boule de gomme
8. Lynx
9. Artie
10. Courage Getalong
11. Batteur boule
12. Bindi
13. Tous pour un
14. Le Carré d'as
15. Plumella
16. Wing
17. La Nouvelle Bindi
18. Moah
19. Elekin
20. Muscle
21. Rocky tombe amoureux
22. Unita
23. L'Enfance de Petra
24. Au pays des chevaliers
25. Monk
26. Somny
27. Musey
28. Monnaie
29. Bugsy
30. Dipper
31. Uniglator
32. Karati
33. Doron
34. Shadow
35. Au pays des ténèbres
36. Super Flint
37. L'union fait la force
38. L'Horloge des ténèbres
39. Elfin

## Autour de la série
Les créatures de la série avaient une petite similitude aux monstres de Digimon ou de Pokémon, elles pouvaient se transformer en deux modes, bon et méchant.